# 555
555 (DLV) je bilo navadno leto, ki se je po julijanskem koledarju začelo na petek.

## Dogodki
- 1. januar

## Rojstva
- Agilulf, kralj Langobardov († 616)

## Smrti
- Teodebald, frankovski kralj Avstrazije (* okoli 535)